# Lajos Czeizler
Lajos Czeizler (ur. 5 października 1893, zm. 6 maja 1969) – węgierski trener piłkarski.

## Łódzki Klub Sportowy
Jeden z najbardziej zasłużonych trenerów w historii Łódzkiego Klubu Sportowego. Szkoleniowcem łodzian był dwukrotnie w latach 1923–1926 oraz 1935–1936. Dzięki niemu, powstały pierwsze z prawdziwego zdarzenia grupy młodzieżowe, które przez wiele lat dostarczały jej znakomitych wychowanków, reprezentantów kraju, w tym m.in.: Antoniego Gałeckiego, Romualda Feję, Romana Jańczyka.

## Portugalia, Szwecja i Włochy
Po opuszczeniu Polski, trenował Udinese Calcio, S.S. Lazio. W latach 40. wyjechał do Szwecji, gdzie objął posadę szkoleniowca IFK Norrköping, z którym zdobył aż 5 tytułów mistrzowskich i 2 krajowe puchary.
Następnie powrócił na Półwysep Apeniński, zostając trenerem A.C. Milan, z którym w 1951 roku wywalczył tytuł mistrzowski. Jego sukcesy zostały docenione i w 1954 roku na mistrzostwach świata w Szwajcarii prowadził reprezentacje Włoch. Następnie trenował Fiorentinę, z którą sięgnął po krajowy puchar.
Na zakończenie swojej kariery trenerskiej wyjechał do Portugalii, obejmując posadę trenera w słynnej Benfice Lizbona, z którą dwukrotnie zdobył mistrzostwo i puchar kraju.

## Ciekawostki
Węgier był jednym z inicjatorów powstania sekcji tenisa stołowego w Łódzkim Klubie Sportowym.